# Mayazomus hoffmannae
Espèce
Synonymes
- Schizomus hoffmannae Reddell & Cokendolpher, 1986

Mayazomus hoffmannae est une espèce de schizomides de la famille des Hubbardiidae.

## Distribution
Cette espèce est endémique du Tabasco au Mexique,. Elle se rencontre vers Tacotalpa et Teapa.

## Description
Le mâle holotype mesure 3,5 mm.
Le mâle décrit par Monjaraz-Ruedas et Francke en 2015 mesure 3,44 mm et la femelle 3,36 mm.

## Étymologie
Cette espèce est nommée en l'honneur d'Anita Hoffmann du Laboratorio de Acarología de la Facultad de Ciencias de la Universidad Nacional Autónomas de México.

## Publication originale
- Reddell & Cokendolpher, 1986 : New species and records of Schizomus (Arachnida: Schizomida) from Mexico. Texas Memorial Museum, Speleological Monographs, no 1, p. 31-38 (texte intégral).